# Hiéroglyphe égyptien F50
L'intestin enroulé dans le sens horaire et cuir, en hiéroglyphes égyptiens, est classifié dans la section F « Parties de mammifères » de la liste de Gardiner ; il y est noté F50.

## Représentation
Il représente la combinaison d'un intestin enroulé dans le sens horaire de manière à se plier deux fois (hiéroglyphe F46) et de cuir gratté, assoupli et plié (hiéroglyphe S29). Il est translittéré spẖr. 

## Utilisation
| s | F46 · r | Y1V |

| s | F46 · r | Y1V |